# Právo a literatura

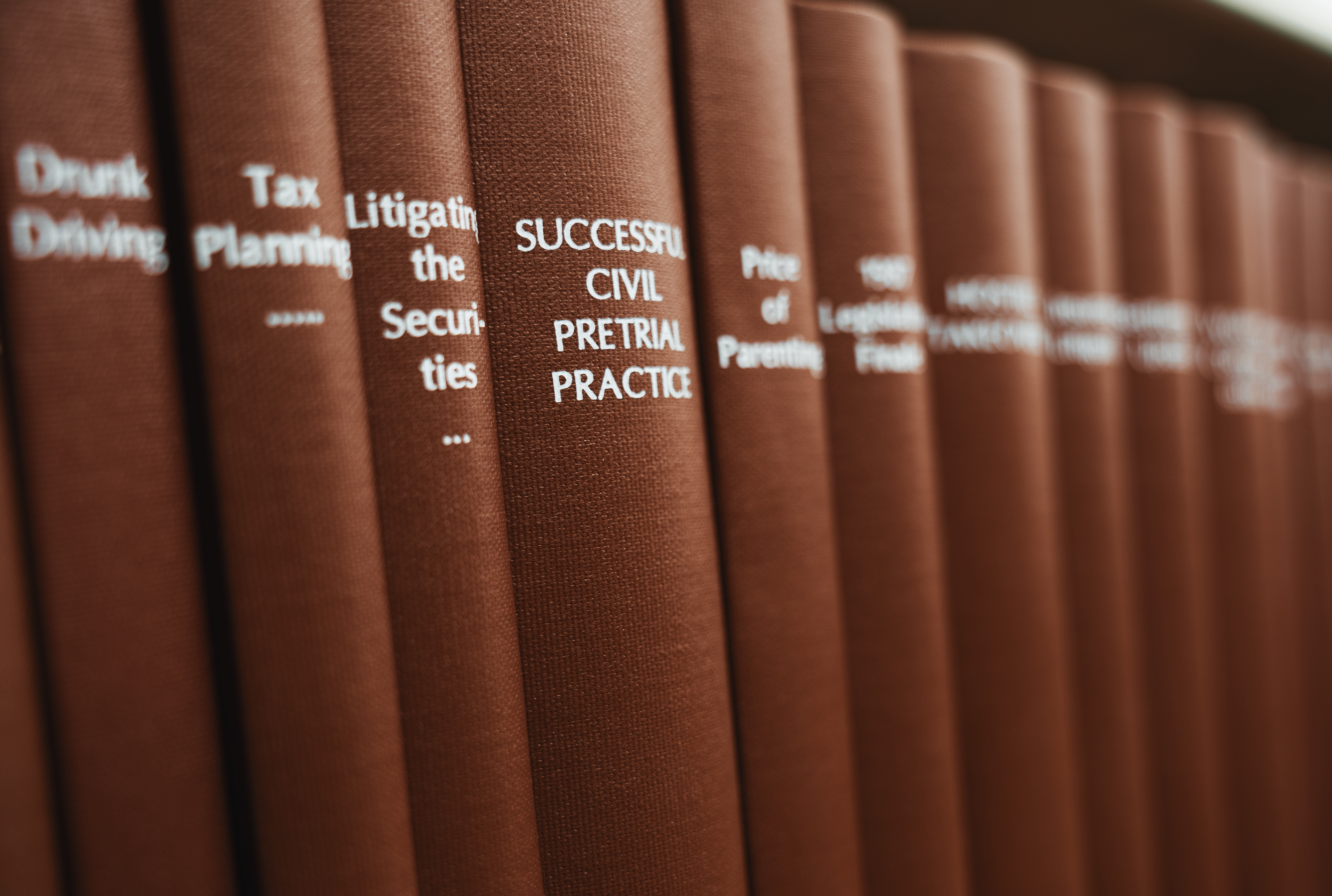
Právo a literatura kombinuje právní a literární vědu

Právo a literatura (anglicky Law and literature) je interdisciplinární právněfilozofický směr, kombinující právní a literární vědu, původem z USA. Za zakladatele bývá považován americký profesor práva James Boyd White, který v roce 1973 sepsal dílo The Legal Imagination. V právu a literatuře se uplatňují dvě perspektivy: law in literature (právo v literatuře, která se snaží pochopit právní problémy za pomocí analogií z krásné literatury) a law as literature (právo jako literatura, snažení vnímat právní texty jakožto umění a tak je i interpretovat).
Vrcholu tento směr dosáhl v 80. a 90. letech 20. století, kdy měl tři hlavní fáze:
- Humanismus: Tento směr, dominantní v 70. a počátkem 80. let 20. století, se zaměřoval na roli literatury jako humanizačního prvku v právu. Vycházel z představy, že právo by nemělo být pouze formálním souborem pravidel, ale mělo by reflektovat lidské zkušenosti a morální hodnoty. Literatura mohla poskytnout právníkům hlubší pochopení lidského utrpení, spravedlnosti a etiky. Klíčovou postavou byl James Boyd White.
- Hermeneutika: Tento směr, rozvíjený především v 80. letech, byl reakcí na právní formalismus a originalistické interpretace práva. Literární teorie a dekonstrukce byly využívány k odhalení subjektivity právního výkladu, což vedlo k novému pohledu na právní interpretaci. Například Stanley Fish přišel s teorií interpretativních komunit, podle níž význam právních textů závisí na kontextu a čtenářské komunitě. Hermeneutický přístup umožnil právníkům lépe pochopit, jak soudci a právníci vytvářejí význam právních norem.
- Narativní přístup: V 90. letech se do popředí dostala myšlenka, že příběhy a narativy mají zásadní roli v právním diskurzu. Tento směr, často spojený s feministickou a kritickou rasovou teorií, zdůrazňoval význam osobních příběhů marginalizovaných skupin jako nástroje právní změny. Představitelé jako Richard Delgado tvrdili, že právní systém je ovládán „hlavními narativy“, které reflektují mocenské struktury, a že vyprávění alternativních příběhů může pomoci překonat nespravedlnost. Tento směr vedl k rozvoji tzv. právní storytellingové jurisprudence.